# Cristiano Migliorati
Cristiano Migliorati (né le 25 septembre 1968 à Brescia, en Lombardie) est un ancien pilote italien de moto. 

## Biographie
En Yamaha et Honda Cristiano Migliorati a participé au championnat en 500 cm³ et 250 cm³. En 1996, il termina quatorzième du championnat en 250 cm³.